# リー・アンド・ケネディ
リー・アンド・ケネディ（Lee and Kennedy）は18世紀から20世紀初めのイギリスの園芸商である。海外の植物を輸入して、顧客に販売した最初の園芸商のひとつである。
チジックのボルトン卿の庭師を務めていた、ルイス・ケネディ（Lewis Kennedy、c1721 - 1782)が ロンドンのハマースミスで"The Vineyard"（ぶどう園）を作ったのに始まる。1745年頃に、フィリップ・ミラー とともに、チェルシー薬草園の庭師やサマセット公爵の庭師をしていた、スコットランド出身のジェームズ・リー（1715 - 1795)と共同で園芸の事業を始めた。熱心な園芸家で、多くの珍しい植物を輸入していたアーギル公爵の庭師もリーは務めていた。
ジェームズ・リーはカール・フォン・リンネの協力者でもあり、チェルシー薬草園の関係で、リンネの分類法の入門書、"Introduction to Botany"を1760年に出版した。1774年にリーとケネディは販売品のカタログ、"Catalogue of plants and seeds: sold by Kennedy and Lee, nurserymen"を刊行した。アメリカの協力者や、南アフリカで植物採集したフランシス・マッソンらの送ってくる植物のイギリス庭園や温室での栽培を試みた。リーの同名の息子、James Lee (1754 - 1824)も事業に加わった。
顧客の中には、ナポレオンの最初の皇后、ジョゼフィーヌ・ド・ボアルネがおり、ナポレオンと離婚した後、ジョゼフィーヌはリュエイユ＝マルメゾンの宮殿に温室を建て、珍しい植物を集め、バラなどの植物を供給したリー・アンド・ケネディに多額の支払いをした。ロシア皇帝、アレクサンドル1世と妹のエカテリーナ・パヴロヴナらも、イギリス訪問時にリー・アンド・ケネディの栽培園を訪れた。ケネディの息子のジョン・ケネディ（John Kennedy、1759 -1842）は、義理の息子の植物画家、ヘンリー・チャールズ・アンドリュースと植物雑誌『ボタニカル・レポジトリー』（botanical repository）を刊行したことでも知られている。事業はリー家に引き継がれ、創立者の孫のジョン・リーとチャールズ・リーがJohn & Charles Leeの名前で1877年まで経営したが、チャールズは1888年に没した。チャールズの息子とジョンによって20世紀の始めまでは、ほそぼそと営業をおこなった。
リー・アンド・ケネディがヨーロッパに広めた園芸植物には、チャイナローズ（ロサ・キネンシス）や熱帯植物のフクシアなどがある。
ジェームズ・リーの名は、リンネによってブドウ科のウドノキ属の学名（Leea）に残されている。